# نهر لورا- كوينزلاند
نهر لورا

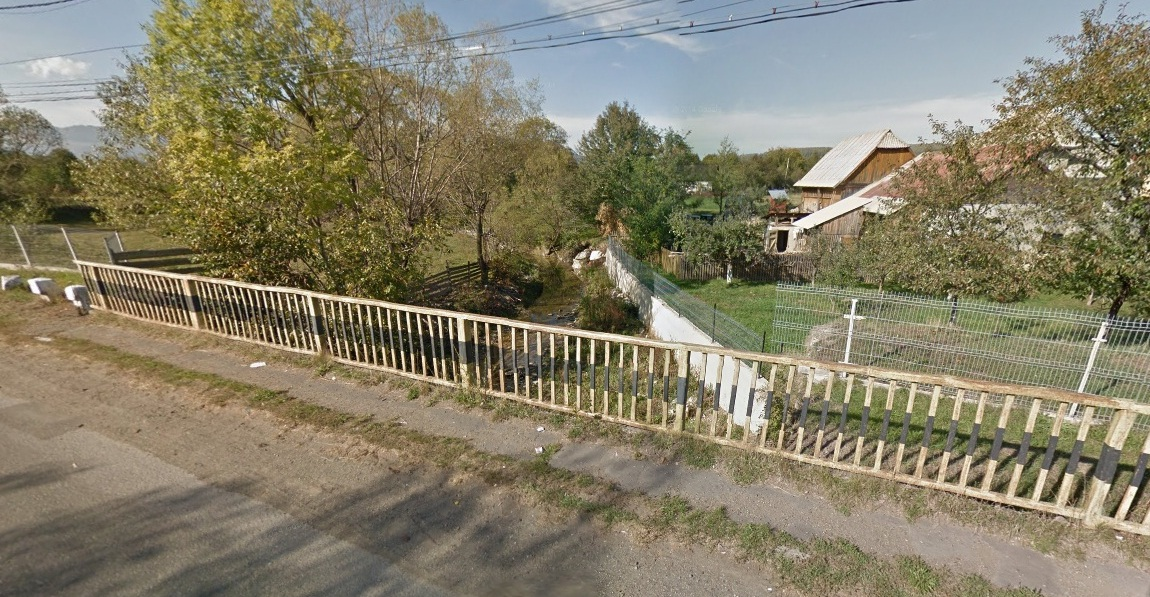

نهر لورا بالإنجليزية (Laura River): هو نهر في منطقة كوك شيري في شبه جزيرة كيب يوركفي أقصى شمال مقاطعة كوينزلاند، أستراليا, يبدأ من شمال جبل موراي Murray ثم يتدفق إلى الشمال الغربي على الناحية الشرقية لمنطقة Great Dividing Range, ثم يجتمع من جهة اليمين مع نهير نيندا Ninda ومن الجهة اليسرى مع نهير كينيدي، عند بلدة لورا Laura التي تقع على ضفاف نهر موسمان Mosman, ثم يتحرك نهر لورا شمالاً ليلتقي بعد مدة من جهة اليسار بنهير لورا الصغير ومن جهة اليمين مع نهر دايتون Deighton مستمراً في التحرك شمالاً ليدخل حديقة ليكفيلد Lakefield الوطنية ويصب في نهر نورمنبي Normanby.